# بيروفسكيت

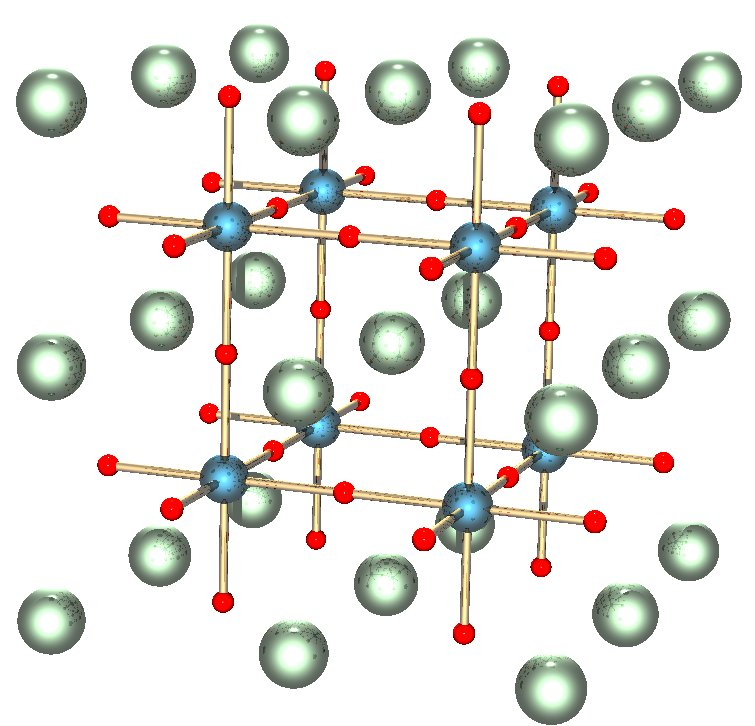
بنية البيروفسكيت.

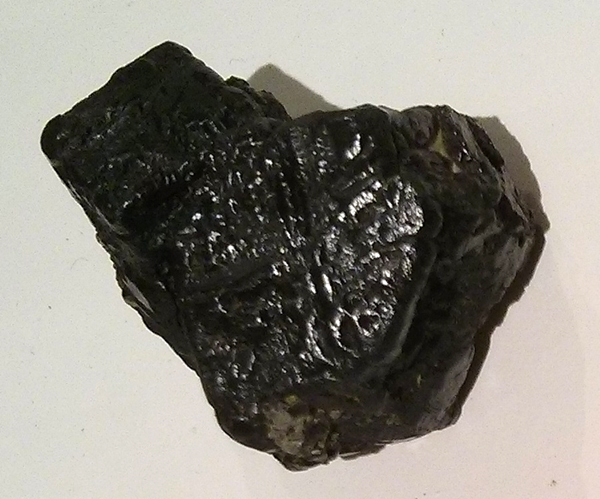
معدن البيروفسكيت (تيتانات الكالسيوم) مأخوذ من منطقة كوسا بروسيا. من متحف هارفرد للتاريخ الطبيعي

بيروفسكيت (بالإنجليزية: Perovskite)‏ وصيغته الجزيئية CaTiO3. واكتشفت مادة بيروفسكيت لأول مرة عام 1839 في جبال الاورال في روسيا وسميت بهذا الاسم تيمنا بعالم الفلزات الروسي ليف بيروفسكي. فالبيروفسكيت هي مادة تتمتع بهيكلية بلورية خاصة.وقد سبق لعلماء المواد أن بدأوا بإثبات الإمكانية الفولتضوئيّة للبيروفسكيت عام 2009، ومنذ ذلك الوقت، قامت العديد من المجموعات البحثية بتكوين البيروفسكيت ذات الفعالية الفولتضوئيّة وهي مشابهة للعديد من تلك الخلايا الشمسية التجارية.كذلك فإنّ البيروفسكيت هي أفعل من السيليكون في تحول بعض أجزاء الطيف الضوئي إلى كهرباء والعكس صحيح. لذلك فإنّ فعالية استخدام البيروفسكيت تأتي من خلال مساهمتها في زيادة إنتاج الطاقة في غالبية الخلايا الشمسية وبالتالي تكاملها مع مادة السيليكون وليس إستبدالها.

## روابط خارجية
- "Cubic Perovskite Structure". Center for Computational Materials Science. معمل أبحاث البحرية الأمريكية. مؤرشف من الأصل في 2012-07-27. (includes a Java applet نسخة محفوظة 12 أبريل 2008 على موقع واي باك مشين. with which the structure can be interactively rotated
- Perovskites نسخة محفوظة 30 أبريل 2013 على موقع واي باك مشين. at جامعة ولاية كارولاينا الشمالية